# Frank Fournier
Frank Fournier (* 1948 in Saint-Sever) ist ein französischer Fotojournalist. Sein Bild der in einem Schlammloch eingeklemmten Omayra Sánchez wurde zum Pressefoto des Jahres 1985 gewählt.

## Leben
Fournier wurde 1948 als Sohn eines Chirurgen in Saint-Sever geboren. Er studierte zunächst vier Jahre lang Medizin, bevor er sich 1975 der Fotografie zuwandte. Seit 1977 arbeitet Fournier für die Bildagentur Contact Press Images. Fournier dokumentierte im Rahmen seiner Arbeit unter anderem den Völkermord in Ruanda, die Terroranschläge am 11. September 2001 und arbeitete an Reportagen über an Aids erkrankte Kinder in Rumänien und über Vergewaltigungsopfer während des Bosnienkrieges.
Bilder der Aids-Reportage in Rumänien wurden von der Stiftung World Press Photo ebenso ausgezeichnet wie ein Bild über Menschen in der Wall Street am  Schwarzen Montag 1987.